# Grand Prix Pino Cerami 1998
Il Grand Prix Pino Cerami 1998, trentatreesima edizione della corsa, si svolse l'11 aprile su un percorso di 199 km, con partenza a Saint-Ghislain e arrivo a Wasmuel. Fu vinto dall'italiano Marco Serpellini della Brescialat-Liquigas davanti al suo connazionale Biagio Conte e all'australiano Scott Sunderland.

## Ordine d'arrivo (Top 10)
| Pos. | Corridore        | Squadra                      | Tempo    |
| ---- | ---------------- | ---------------------------- | -------- |
| 1    | Marco Serpellini | Brescialat-Liquigas          | 4h43'00" |
| 2    | Biagio Conte     | Scrigno-Gaerne               | a 16"    |
| 3    | Scott Sunderland | Palmans-Ideal                | s.t.     |
| 4    | Davide Casarotto | Scrigno-Gaerne               | a 35"    |
| 5    | Robbie Vandaele  | Ipso                         | a 40"    |
| 6    | Paolo Valoti     | Cantina Tollo                | a 42"    |
| 7    | Guido Trentin    | Vini Caldirola-Longoni Sport | s.t.     |
| 8    | Mirko Rossato    | Scrigno-Gaerne               | a 56"    |
| 9    | Gerrit Glomser   | Scrigno-Gaerne               | s.t.     |
| 10   | Andreas Klier    | Team Nürnberger              | s.t.     |